# San Giovanni dei Lebbrosi

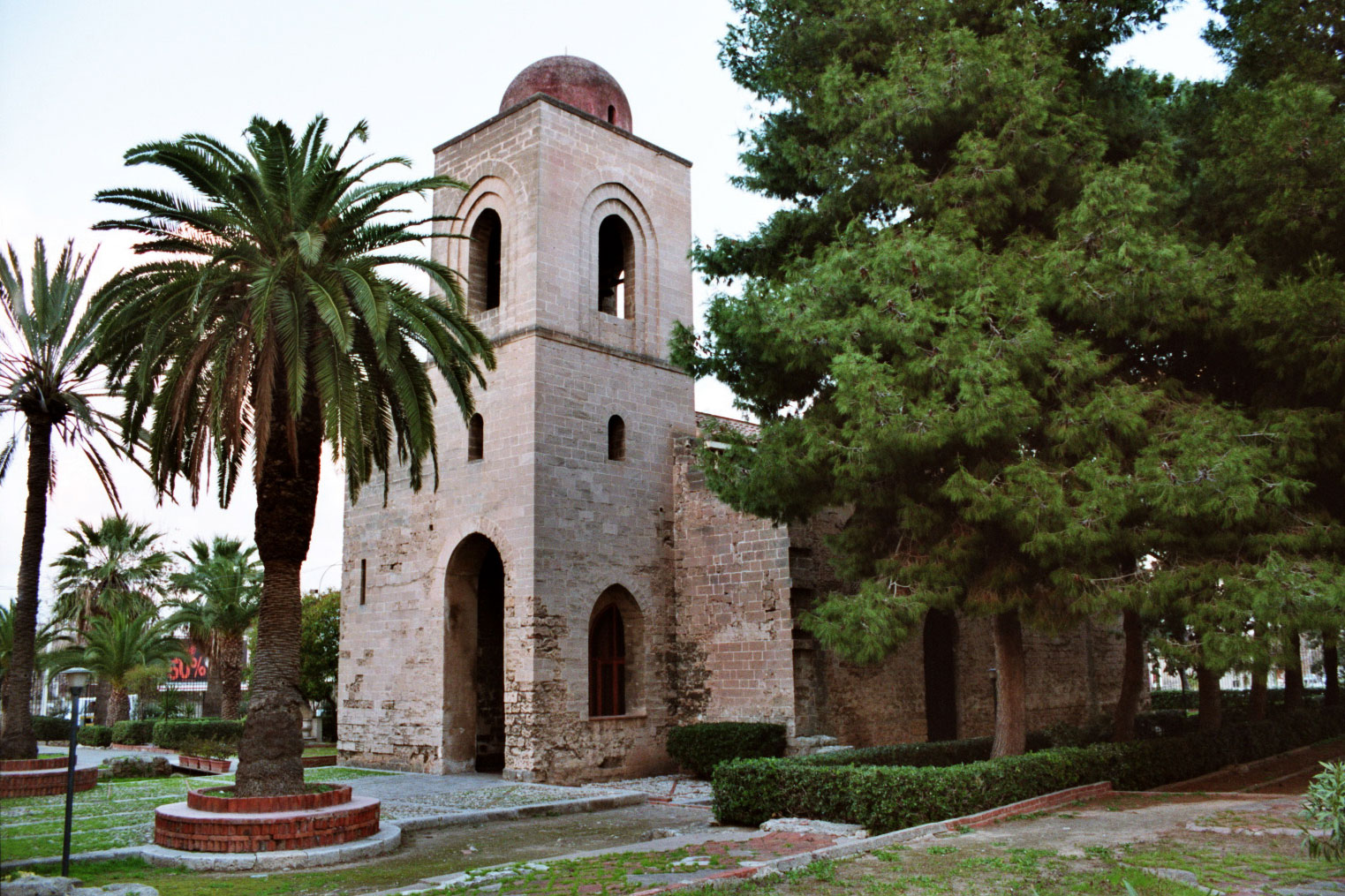
San Giovanni dei Lebbrosi

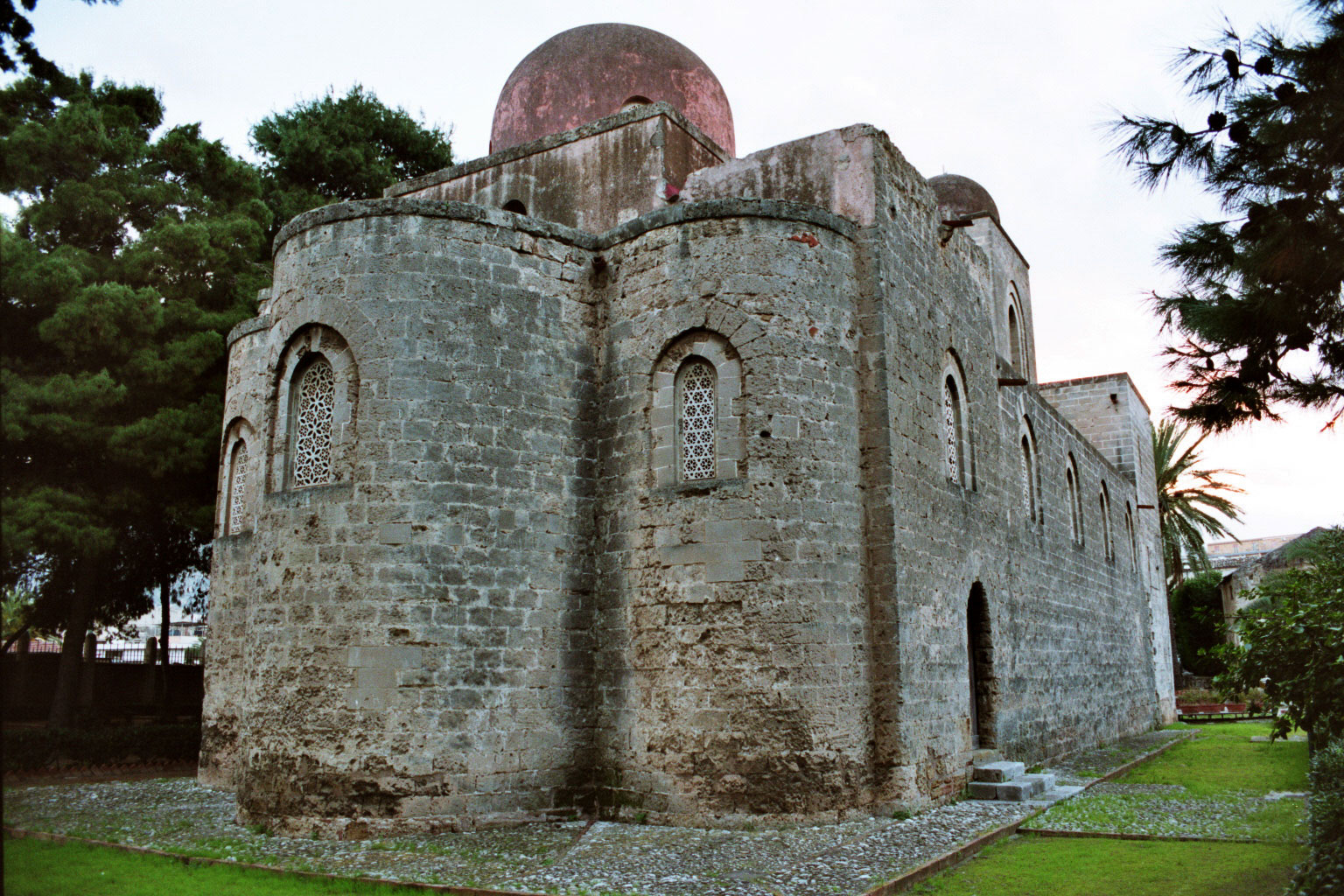
Rückansicht mit Apsiden

San Giovanni dei Lebbrosi ist das älteste Kirchengebäude Palermos im arabisch-normannischen Stil. Sie liegt ca. 2 km südlich des Stadtzentrums (Quattro Canti).

## Geschichte
Es wird angenommen, dass Roger I. im Jahr 1071 noch vor der Eroberung Palermos das Kirchengebäude außerhalb der damaligen Mauern errichten ließ; zeitgenössische Quellen gibt es dazu jedoch nicht. Die Kirche wurde an ein arabisches Kastell, das Castello Giovanni, angegliedert, von dem nur noch wenige Überreste erhalten sind. Im 12. Jahrhundert stiftete Roger II. neben der Kirche ein Spital für Leprakranke, das der Kirche ihren Beinamen gab, und sorgte für eine erste Ausstattung mit Grundbesitz in der näheren und weiteren Umgebung. Wilhelm I. fügte weiteren Grundbesitz hinzu. Im Jahr 1219 wurden Kirche und Hospital der Deutschordensniederlassung der Magione unterstellt.
1934 wurde die Kirche gründlich restauriert, bei dieser Gelegenheit wurde auch ein Glockenturm auf seiner ursprünglichen Basis wiedererrichtet.

## Lage und Ausstattung
Die Kirche steht in einem kleinen Park in einer Neubaugegend unweit des Ponte dell’Ammiraglio. Charakteristisch für das Äußere sind die drei Apsiden und die halbkugelförmigen Kuppeln auf hohem Tambour, wie sie typisch für die normannischen Kirchen Palermos sind.
Das Innere der Kirche ist dreischiffig. Die Schiffe sind durch Pfeiler voneinander getrennt und haben Holzdecken. Die Apsiden der drei Schiffe sind sehr flach, wie es bei den frühen normannischen Kirchen Siziliens in Anlehnung an die Gebetsnischen (mihrāb) arabischer Moscheen üblich war. Die Vierung ist erhöht und trägt eine Kuppel.
Die Fenster sind leicht spitzbogig, das sind mit die ersten Spitzbögen des christlichen Abendlandes.